# FC Ataka Minsk
El FC Ataka Minsk fue un equipo de fútbol de Bielorrusia que alguna vez jugó en la Liga Premier de Bielorrusia, la liga de fútbol más importante del país.

## Historia
Fue fundado en el año 1986 en la capital Minsk con el nombre Ataka-407 Minsk, y tuvo varios nombre a lo largo de su historia, los cuales fueron:
- Ataka-407 Minsk (1986-93)
- Ataka-Aura Minsk (1993-97)
- Ataka Minsk (1997)

En el año 1994 crearon un equipo reserva llamado Ataka-Aura-d Minsk, quien estuvo en la Primera División de Bielorrusia desde ese año, pero cuando el equipo principal desapareció y varios de los miembros del club se fueron, el equipo reserva permaneció una temporada más en el segundo nivel en 1998 con el nombre Ataka-Sport Minsk, el cual desapareció al finalizar la temporada.
Jugaron 3 temporadas en la máxima categoría de Bielorrusia desde 1995, fueron semifinalistas de la Copa de Bielorrusia en 2 ocasiones, logrando participar en la Copa Intertoto de la UEFA 1996, en la que quedaron en la última posición de su grupo.

## Participación en competiciones de la UEFA
- Copa Intertoto de la UEFA: 1 aparición

1996 - 5º Lugar Grupo 7